# Werner Sombart
Werner Sombart (Ermsleben, Alemania, 19 de enero de 1863-Berlín, Alemania, 18 de mayo de 1941) fue un economista y sociólogo alemán, considerado el líder de la "joven escuela histórica" y es uno de los investigadores y pensadores de ciencias sociales más connotados del primer cuarto del siglo XX europeo.

## Inicios de su carrera

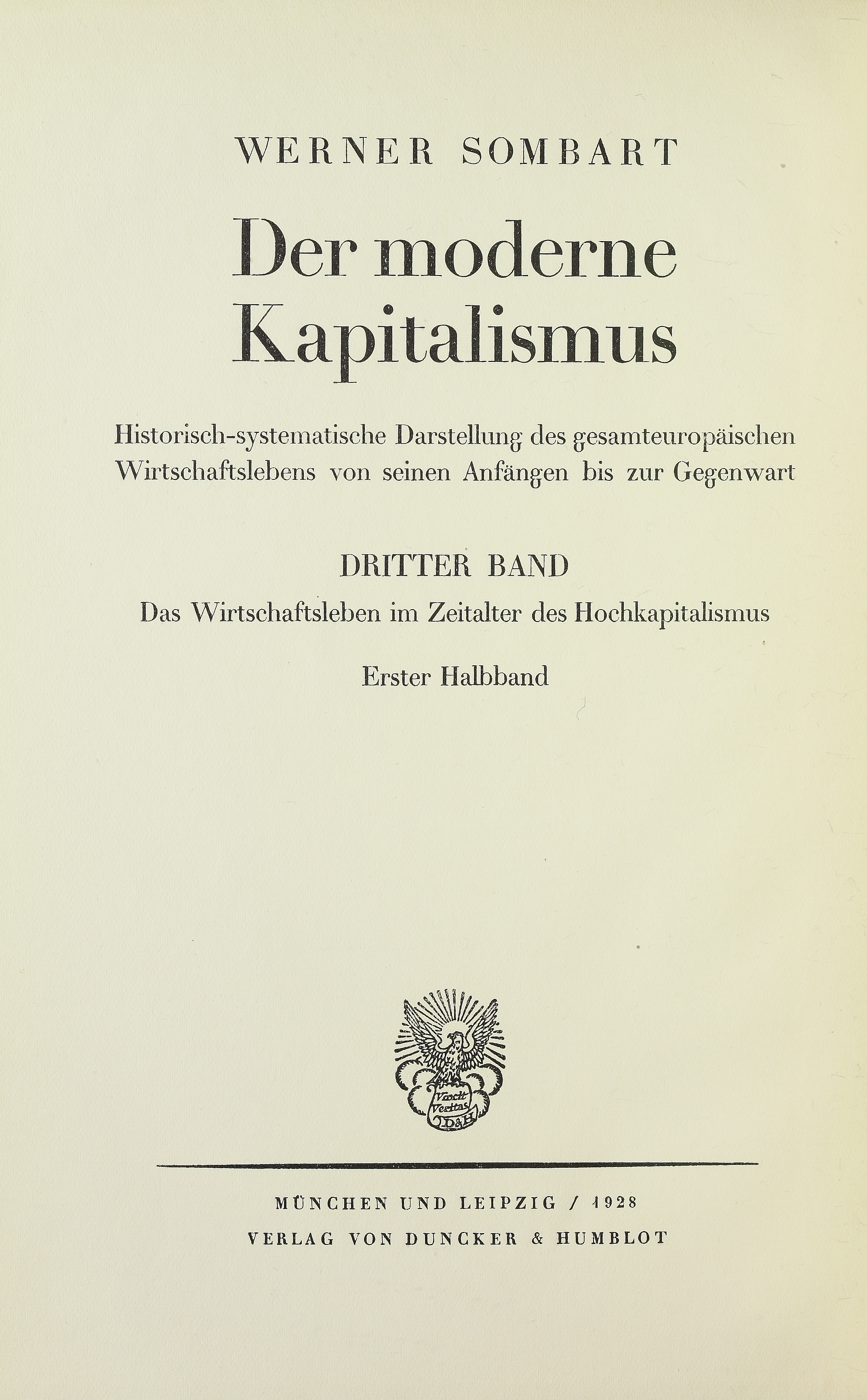
Wirtschaftsleben im Zeitalter des Hochkapitalismus, 1928

Nació en Ermsleben, en Falkenstein, Alemania, fue hijo de un hombre rico, político y liberal, industrial y propietario de bienes inmuebles, Anton Ludwig Sombart. Estudió en las universidades de Pisa, Berlín y Roma, a la vez derecho y economía. En 1888, se doctoró por la Universidad de Berlín bajo la dirección de Gustav von Schmoller, el economista alemán más eminente de la época.
Como economista y más todavía como militante "social", Sombart era considerado como de extrema izquierda, y por este hecho le fue ofrecido -después de trabajos prácticos como director jurídico de la cámara de comercio de Bremen- solamente un puesto de profesor asistente en la Universidad de Breslavia. Aunque las facultades de universidades prestigiosas tales como Heidelberg y Friburgo lo solicitaron, los gobiernos respectivos se opusieron a ello. Sombart, en este tiempo allí, fue considerado como un destacado marxista, al punto que Friedrich Engels decretó que era el único profesor alemán que comprendía El Capital.
En 1902, su obra cumbre, El capitalismo moderno (Der modern Kapitalismus), apareció en seis volúmenes. Con esta obra se popularizó el uso de la palabra "capitalismo", que aparentemente fue creada por Marx y mayormente divulgada por Engels. El libro es una historia sistemática de la economía y del desarrollo económico a través de los tiempos y un verdadero trabajo de la escuela historicista alemana de economía. Aunque posteriormente devaluado por los economistas neoclásicos, y muy criticado sobre puntos particulares, se trata todavía hoy de un clásico con ramificaciones por ejemplo en la escuela de los Annales (Fernand Braudel). El libro ha sido traducido en numerosas lenguas, pero no en inglés, porque la Universidad de Princeton, que detenta los derechos, no lo publicó.
En 1906, Sombart aceptó un puesto de profesor en la escuela de comercio de Berlín, una institución menos prestigiosa que Breslau pero más próxima de la acción política. En este marco, elaboró sus trabajos, en la estela de su El capitalismo moderno, a propósito del lujo, de la moda y de la guerra como paradigmas económicos. En 1906 apareció su ¿Por qué no hay socialismo en los Estados Unidos?, que, aunque naturalmente controvertido desde entonces, persiste como un trabajo clásico sobre el excepcionalismo estadounidense al respecto.

## Su carrera de sociólogo
Finalmente, en 1917, Sombart se convirtió en profesor en la Universidad de Berlín, que era entonces la Universidad más prestigiosa en Europa, si no del mundo. Conservó su púlpito hasta 1931, pero continuó enseñando hasta 1940. Durante este período, fue uno de los sociólogos más influyentes, mucho más prestigioso que su amigo Max Weber, quien más tarde lo eclipsaría a tal punto que hoy Sombart es virtualmente olvidado en este ámbito.
La insistencia de Sombart de colocar la sociología como parte intrínseca de las humanidades (Geisteswissenschaften), como una necesidad que "juega" con los hombres y requiere pues de una comprensión (Verstehen) empática interna, en lugar de una comprensión (Begreifen) externa, objetiva (nótese que estas dos palabras alemanas se traducen por una única palabra en inglés understanding o en francés compréhension), se volvió muy impopular durante la vida de Sombart. Esta reacción provenía de la contradicción de esta teoría con la "cientifización" de las ciencias sociales (familiarmente citada como los "celos de la física"), en la tradición de Auguste Comte, Émile Durkheim y Max Weber (aunque esto sea una mala interpretación; Weber compartía ampliamente la visión de Sombart en este tema), y que se volvió dominante durante aquellos años.
Sin embargo, debido al número de elementos en común entre las aproximaciones de Sombart y la hermenéutica de Hans-Georg Gadamer, que también es una aproximación de la comprensión del mundo fundada sobre el Verstehen que regresa a ciertos círculos sociológicos -o hasta filosóficos- que están de acuerdo con esta visión del mundo y critica la aproximación "científica". Los principales ensayos sociológicos de Sombart están reunidos en su colección póstuma de 1956 Noo-Soziologie.

## El fin de su carrera
Durante la República de Weimar, Sombart se orientó políticamente cada vez más a la derecha (Movimiento Revolucionario Conservador); sus relaciones con los nazis son todavía debatidas en la actualidad. Su libro de antropología de 1938, Vom Menschen, claramente es antinazi, y los nazis impidieron su publicación y distribución. Su obra precedente, Die Juden und das Wirtschaftsleben (1911), está relacionada con el estudio de Max Weber sobre las relaciones entre el protestantismo (y particularmente el calvinismo) y el capitalismo, excepto que Sombart colocaba a los judíos en el corazón de su desarrollo. Este libro fue calificado como filosemita cuando fue publicado, pero varios investigadores judíos contemporáneos lo describen como antisemita, por lo menos por sus consecuencias. En su actitud hacia los nazis, es a menudo comparado a Martin Heidegger y a su amigo y colega Carl Schmitt, pero parece que mientras que estos últimos fueron unos pensadores próximos de la ideología del Tercer Reich, Sombart fue siempre ambivalente.

## La obra de Sombart hoy en día
La influencia de la obra de Sombart es difícil de evaluar, porque sus supuestas relaciones con los nazis complican cualquier análisis objetivo. Además, sus posiciones socialistas le penalizaron en los círculos burgueses clásicos, particularmente en Alemania.
Así, como se ha sido indicado, en historia de la economía, su Capitalismo Moderno está considerado como una obra importante y una fuente de inspiración, aunque muchos de sus detalles han sido puestos en tela de juicio. Elementos importantes de su obra económica conciernen al descubrimiento - recientemente revalidado - de la emergencia de la contabilidad por partida doble como precondición esencial del capitalismo o los estudios interdisciplinarios de la ciudad en el sentido de los estudios urbanos. También forjó el término y el concepto de la destrucción creativa, que es un elemento básico de la teoría de la innovación de Joseph Schumpeter. Aparentemente Schumpeter basó mucho de su obra en Sombart, sin indicar nunca su deuda.
En sociología, la mayoría de los comentadores lo considera una figura menor y a su teoría sociológica como una rareza, lo que claramente es contradicho por el Journal of Classical Sociology; hoy son sobre todo los sociólogos, filósofos y culturalistas los que, junto con economistas heterodoxos, utilizan su trabajo. Sombart siempre fue muy popular en Japón; una de las razones de su recepción débil en los Estados Unidos es que lo esencial de su trabajo estuvo durante mucho tiempo no disponible en inglés.

### Obras
- Sombart, Werner (1902-1916): Der moderne Kapitalismus. Historisch-systematische Darstellung des gesamteuropäischen Wirtschaftslebens von seinen Anfängen bis zur Gegenwart. Final edn. 1916, repr. 1969, paperback edn. (3 vols. in 6): 1987 Munich: dtv. Traducción al español: El apogeo del capitalismo (Fondo de Cultura Económica, México, 1946)
- Sombart, Werner (1906): Das Proletariat. Bilder und Studien. Die Gesellschaft, vol. 1. Berlín: Rütten & Loening.
- Sombart, Werner (1906): Warum gibt es in den Vereinigten Staaten keinen Sozialismus? Tübingen: Mohr. Algunas traducciones al inglés, incluyendo (1976): Why is there No Socialism in the United States. New York: Sharpe. Traducción al español: ¿Por qué no hay Socialismo en los Estados Unidos?  (Capitán Swing Libros, España, 2009)
- Sombart, Werner (1911): Die Juden und das Wirtschaftsleben. Leipzig: Duncker & Humblot. Several English translations, incl. (1951): The Jews and Modern Capitalism. Glencoe, IL: Free Press.
- Sombart, Werner (1912): Luxus und Kapitalismus. München: Duncker & Humblot, 1922. Traducción al inglés: Luxury and capitalism. Ann Arbor: University of Michigan Press. Traducción al español: Lujo y capitalismo.
- Sombart, Werner (1913): Krieg und Kapitalismus. München und Leipzig: Duncker & Humblot. Traducción al español: Guerra y capitalismo
- Sombart, Werner (1913): Der Bourgeois: zur Geistesgeschichte des modernen Wirtschaftsmenschen. München: Duncker & Humblot, 1920. Traducción al español:  El burgués: contribución a la historia espiritual del hombre económico moderno. Madrid, Alianza, 1993. Versión de María Pilar Lorenzo. ISBN 84-206-2027-0
- Sombart, Werner (1926): Widerlegung des Marxismus. (Traducción al español: Refutación del Marxismo)
- Sombart, Werner (1934): Deutscher Sozialismus. Charlottenburg: Buchholz & Weisswange. Traducción al inglés (1937, 1969): A New Social Philosophy. New York: Greenwood.
- Sombart, Werner (1938): Vom Menschen. Versuch einer geisteswissenschaftlichen Anthropologie. Berlín: Duncker & Humblot.
- Sombart, Werner (1956): Noo-Soziologie. Berlín: Duncker & Humblot.
- Sombart, Werner (2001): Economic Life in the Modern Age. Nico Stehr and Reiner Grundmann, eds. New Brunswick: Transaction.

### Trabajos sobre Sombart
- Appel, Michael (1992): Werner Sombart: Historiker und Theoretiker des modernen Kapitalismus. Marburg: Metropolis.
- Backhaus, Jürgen G. (1996), ed. Werner Sombart (1863-1941): Social Scientist. 3 vols. Marburg: Metropolis.
- Backhaus, Jürgen G. (2000), ed. Werner Sombart (1863-1941): Klassiker der Sozialwissenschaft. Eine kritische Bestandsaufnahme. Marburg: Metropolis.
- Brocke, Bernhard vom (1987), ed.: Sombarts Moderner Kapitalismus. Materialien zur Kritik und Rezeption. München: dtv
- Drechsler, W. "Zu Werner Sombarts Theorie der Soziologie und zu seiner Biographie", in Werner Sombart: Klassiker der Sozialwissenschaft. Eine kritische Bestandsaufnahme, Marburg: Metropolis, 2000, pp. 83-100.
- Lenger, Friedrich (1994): Werner Sombart, 1863-1941. Eine Biographie. München: Beck.
- Muller, Jerry Z., 2002. The Mind and the Market: Capitalism in Western Thought. Anchor Books.
- Nussbaum, Frederick Louis (1933): A History of the Economic Institutions of Modern Europe: An Introduction of 'Der Moderne Kapitalismus' of Werner Sombart. New York: Crofts.
- Kevin Repp (2000). Reformers, Critics, and the Paths of German Modernity: Anti-Politics and the Search for Alternatives, 1890-1914. Boston, MA.: Harvard University Press. ISBN 0-674-00057-9.
- Sombart, Nicolaus (1991): Jugend in Berlin, 1933-1943. Ein Bericht. Frankfurt/Main: Fischer.
- Sombart, Nicolaus (1991): Die deutschen Männer und ihre Feinde. Carl Schmitt - ein deutsches Schicksal zwischen Männerbund und Matriachatsmythos. Munich: Hanser.

- Datos: Q58031
- Multimedia: Werner Sombart / Q58031